# Chaetocalyx
Genre
Synonymes
- Isodesmia Gardner
- Raimondianthus Harms[2]

Chaetocalyx est un genre de plantes à fleurs dicotylédones de la famille des Fabaceae, sous-famille des Faboideae, originaire des régions tropicales d'Amérique , qui comprend une quinzaine d'espèces acceptées.
Ce sont des plantes herbacées grimpantes, volubiles, aux fleurs jaunes, qui poussent dans les forêts tropicales à tempérées chaudes temporairement sèches. 

## Étymologie
Le nom générique, « Chaetocalyx », dérive de deux racines grecques : χαίτη,  ( khaítê), « crinière, cheveux », et κάλυξ (kályx ), « calice », en référence au calice pileux, couvert de soies glandulaires, de ces plantes,.

## Liste d'espèces
Selon The Plant List (19 novembre 2018) :
- Chaetocalyx acutifolia (Vogel) Benth.
- Chaetocalyx blanchetiana (Benth.) Rudd
- Chaetocalyx bracteosa Rudd
- Chaetocalyx brasiliensis (Vogel) Benth.
- Chaetocalyx chacoensis Vanni
- Chaetocalyx klugii Rudd
- Chaetocalyx latisiliqua Benth.
- Chaetocalyx longiflora Benth. ex A. Gray
- Chaetocalyx longiflorus A.Gray
- Chaetocalyx longiloba Rudd
- Chaetocalyx nigricans Burkart
- Chaetocalyx platycarpa (Harms) Rudd
- Chaetocalyx scandens (L.) Urb.
- Chaetocalyx subulatus Mackinder
- Chaetocalyx tomentosa (Gardner) Rudd
- Chaetocalyx weberbaueri Harms